# Lipina
Lipina är en ort i Tjeckien.   Den ligger i regionen Olomouc, i den östra delen av landet, 210 km öster om huvudstaden Prag. Lipina ligger 471 meter över havet och antalet invånare är 120.
Terrängen runt Lipina är platt åt sydost, men åt nordväst är den kuperad. Runt Lipina är det tätbefolkat, med 476 invånare per kvadratkilometer. Närmaste större samhälle är Olomouc, 17,0 km söder om Lipina. I omgivningarna runt Lipina växer i huvudsak blandskog.